# ジョーダン・ウォルシュ
ジョーダン・E・ウォルシュ（Jordan E. Walsh, 2004年3月3日 - ）は、アメリカ合衆国テキサス州ダラス出身のプロバスケットボール選手。NBAのボストン・セルティックスに所属している。ポジションはスモールフォワード。

## 経歴

### ハイスクール
高校3年目のシーズンに平均18得点、11リバウンド、5アシスト、2.4スティールを記録した。4年目のシーズンはリンク・アカデミーに転校して平均15.3得点、7.2リバウンド、3.1アシストを記録し、マクドナルド・オール・アメリカンとジョーダン・ブランド・クラシックに選出された。
主要サイトから5つ星評価を受け、アーカンソー大学へ進学した。他にはテキサス大学、メンフィス大学、アリゾナ州立大学、カンザス大学からもオファーを受けていた。

### カレッジ
2022-23シーズンは36試合に出場して平均7.1得点、3.9リバウンドを記録した。シーズン終了後、2023年のNBAドラフトにアーリーエントリーすることを表明した。

### ボストン・セルティックス
2023年6月22日に行われたNBAドラフトにて2巡目全体38位でサクラメント・キングスから指名され、その後にトレードで交渉権がボストン・セルティックスへ放出された。7月6日にセルティックスとの4年総額760万ドルの契約に合意した。
2024年1月17日のサンアントニオ・スパーズ戦でNBAデビューを果たし、3分間の出場で4リバウンドを記録し、チームは117-98で勝利した。2月4日のメンフィス・グリズリーズ戦でレギュラーシーズン初得点となる2得点を記録し、チームは131-91で勝利した。このシーズン、チームはNBAファイナルに進出し、ウォルシュは1年目のシーズンにてNBAチャンピオンを獲得した。

## 人物
脱毛症を患っており、頭髪がほとんどない。

## 個人成績

### NBA

#### レギュラーシーズン
| シーズン | チーム | GP | GS | MPG | FG%  | 3P%  | FT%  | RPG | APG | SPG | BPG | PPG |
| -------- | ------ | -- | -- | --- | ---- | ---- | ---- | --- | --- | --- | --- | --- |
| 2023–24  | BOS    | 9  | 1  | 9.2 | .400 | .222 | .500 | 2.2 | .6  | .6  | .1  | 1.7 |
| 2024–25  | BOS    | 52 | 1  | 7.8 | .361 | .273 | .583 | 1.3 | .4  | .2  | .2  | 1.6 |
| 通算     | 通算   | 61 | 2  | 8.0 | .367 | .266 | .571 | 1.5 | .4  | .3  | .2  | 1.6 |

#### プレーオフ
| シーズン | チーム | GP | GS | MPG | FG%  | 3P%  | FT% | RPG | APG | SPG | BPG | PPG |
| -------- | ------ | -- | -- | --- | ---- | ---- | --- | --- | --- | --- | --- | --- |
| 2024     | BOS    | 3  | 0  | 3.7 | .333 | .000 | --- | .7  | .0  | .0  | .0  | .7  |
| 2025     | BOS    | 5  | 0  | 3.0 | .000 | .000 | --- | .2  | .2  | .0  | .0  | .0  |
| 通算     | 通算   | 8  | 0  | 3.3 | .250 | .000 | --- | .4  | .1  | .0  | .0  | .3  |

### カレッジ
| シーズン | チーム       | GP | GS | MPG  | FG%  | 3P%  | FT%  | RPG | APG | SPG | BPG | PPG |
| -------- | ------------ | -- | -- | ---- | ---- | ---- | ---- | --- | --- | --- | --- | --- |
| 2022–23  | アーカンソー | 36 | 22 | 24.4 | .433 | .278 | .712 | 3.9 | .9  | 1.1 | .5  | 7.1 |